# 菅直人內閣
菅直人内閣（日语：／ Kan Naoto Naikaku */?）是日本眾議院議員、民主黨代表菅直人就任第94任內閣總理大臣（首相）後，自2010年6月8日至2010年9月17日組成的內閣。

## 組閣過程
2010年年6月4日鳩山由紀夫內閣總辭職，同日菅直人被國會指名為下任內閣總理大臣。由於天皇直至6月8日才正式確認任命，所以在4日至8日間鳩山內閣成職務執行內閣。
菅直人成為自1994年日本社會黨委員長村山富市就任內閣總理大臣以來，首位沒有自由民主黨背景的首相。
鳩山內閣17名閣僚中11名获得连任，另外仙谷由人國家戰略相改任內閣官房長官，野田佳彦財務相及山田正彥農相由副大臣昇為大臣。由於跟小澤一郎前幹事長疏離的仙谷出任要職及野田佳彦財務相、玄葉光一郎公務員制度改革擔當相及蓮舫行政刷新相等任命，新內閣被媒體視為極力突出「脫小澤」的形象。
跟前內閣一樣沒有民間人閣僚，这次也沒有設立副首相。
菅內閣為自村山內閣16年以來首相並非出身自政治家族的世襲議員，亦是自森喜朗前首相10年以來首位沒有親族曾出任國會議員的首相。內閣中亦只有中井洽國家公安委員長1人有世襲背景。

## 國務大臣
| 職稱                                                                          | 姓名 | 姓名             | 所屬議院 所屬政黨          | 特別事項                                           | 最高學歷          | 備註                       |
| ----------------------------------------------------------------------------- | ---- | ---------------- | -------------------------- | -------------------------------------------------- | ----------------- | -------------------------- |
| 内閣總理大臣                                                                  |      | 菅直人           | 眾議院 民主黨 （菅集團）   |                                                    | 東京工業大學      |                            |
| 總務大臣 内閣府特命擔當大臣 （地域主權推進擔當）                              |      | 原口一博         | 眾議院 民主黨 （無派閥）   |                                                    | 東京大學          | （再任）                   |
| 法務大臣 （拉致問題担当）                                                     |      | 千葉景子         | 參議院 民主黨 （横路集團） | 内閣總理大臣臨時代理 第五順位指定大臣              | 中央大學          | （再任）                   |
| 外務大臣                                                                      |      | 岡田克也         | 眾議院 民主黨 （無派閥）   | 内閣總理大臣臨時代理 第二順位指定大臣              | 東京大學          |                            |
| 財務大臣                                                                      |      | 野田佳彥         | 眾議院 民主黨 （野田集團） |                                                    | 早稻田大學        |                            |
| 文部科學大臣 内閣府特命擔當大臣 （科學技術政策擔當）                          |      | 川端達夫         | 眾議院 民主黨 （川端集團） | 國立國會図書館 連絡調整委員會委員                  | 京都大學 大學院   | （再任）                   |
| 厚生勞動大臣                                                                  |      | 長妻昭           | 眾議院 民主黨 （無派閥）   | 年金改革擔當                                       | 慶應義塾大學      | （再任）                   |
| 農林水產大臣                                                                  |      | 山田正彥         | 眾議院 民主黨 （羽田集團） |                                                    | 早稻田大學        |                            |
| 經濟產業大臣                                                                  |      | 直嶋正行         | 參議院 民主黨 （川端集團） |                                                    | 神戸大學          | （再任）                   |
| 國土交通大臣 内閣府特命擔當大臣 （沖繩及北方對策擔當）                        |      | 前原誠司         | 眾議院 民主黨 （前原集團） | 内閣總理大臣臨時代理 第三順位指定大臣              | 京都大學          | （再任）                   |
| 環境大臣                                                                      |      | 小澤鋭仁         | 眾議院 民主黨 （鳩山集團） |                                                    | 東京大學          | （再任）                   |
| 防衛大臣                                                                      |      | 北澤俊美         | 參議院 民主黨 （羽田集團） |                                                    | 早稲田大學        | （再任）                   |
| 内閣官房長官                                                                  |      | 仙谷由人         | 眾議院 民主黨 （前原集團） | 内閣總理大臣臨時代理 第一順位指定大臣              | 東京大學 （中退） |                            |
| 國家公安委員會委員長 内閣府特命擔當大臣 （防災擔當）                          |      | 中井洽           | 眾議院 民主黨 （羽田集團） | 綁架問題擔當 内閣總理大臣臨時代理 第四順位指定大臣 | 慶應義塾大學      | （再任）                   |
| 内閣府特命擔當大臣 （金融擔當）                                               |      | 龜井靜香         | 眾議院 國民新黨            | 郵政改革擔當                                       | 東京大學          | （再任） 2010年6月11日辭任 |
| 内閣府特命擔當大臣 （金融擔當）                                               |      | （仙谷由人）     | 眾議院 民主黨 （前原集團） | （事務代理）                                       | 東京大學 （中退） | 2010年6月11日指定 同日免   |
| 内閣府特命擔當大臣 （金融擔當）                                               |      | 自見庄三郎       | 參議院 國民新黨            | 郵政改革擔當                                       | 九州大學          | 2010年6月11日任命          |
| 内閣府特命擔當大臣 （經濟財政政策擔當） （消費者及食品安全擔當）              |      | 荒井聰           | 眾議院 民主黨 （菅集團）   | 國家戰略擔當                                       | 東京大學          |                            |
| 内閣府特命擔當大臣 （「新公共」擔當） （少子化對策擔當） （男女共同參画擔當） |      | 玄葉光一郎       | 眾議院 民主黨 （無派閥）   | 公務員制度改革擔當                                 | 上智大學          |                            |
| 内閣府特命擔當大臣 （行政刷新擔當）                                           |      | 村田蓮舫（蓮舫） | 參議院 民主黨 （野田集團） |                                                    | 青山學院大學      |                            |

- 2010年6月8日任命[11]。

## 内閣官房副長官・内閣法制局長官
| 職稱           | 姓名       | 所屬議院 所屬政黨 | 備註                       |      |
| -------------- | ---------- | ----------------- | -------------------------- | ---- |
| 内閣官房副長官 | 古川元久   | 政務擔當          | 眾議院、民主黨（前原集團） |      |
| 内閣官房副長官 | 福山哲郎   | 政務擔當          | 參議院、民主黨（前原集團） |      |
| 内閣官房副長官 | 瀧野欣彌   | 事務擔當          | 元總務事務次官             | 再任 |
| 内閣法制局長官 | 梶田信一郎 |                   | 前内閣法制次長             | 再任 |

- 2010年6月8日任命。

## 内閣總理大臣補佐官
| 職稱               | 姓名       | 所屬議院 所屬政黨                     | 備註                       |          |
| ------------------ | ---------- | ------------------------------------- | -------------------------- | -------- |
| 内閣總理大臣補佐官 | 阿久津幸彦 | 中小企業對策・ 地域活性化對策擔當     | 眾議院 民主黨 （菅集團）   |          |
| 内閣總理大臣補佐官 | 小川勝也   | 農山漁村地域 活性化擔當               | 參議院 民主黨 （鳩山集團） | （再任） |
| 内閣總理大臣補佐官 | 逢坂誠二   | 地域主權、地域活性化 及び地方行政擔當 | 眾議院 民主黨 （菅集團）   | （再任） |
| 内閣總理大臣補佐官 | 寺田學     | 國家戰略・ 行政刷新擔當               | 眾議院 民主黨 （菅集團）   |          |

- 2010年6月8日任命。

## 副大臣
| 職稱           | 姓名       | 所屬議院 所屬政黨          | 備註 |
| -------------- | ---------- | -------------------------- | ---- |
| 内閣府副大臣   | 大島敦     | 眾議院、民主黨（鳩山集團） | 再任 |
| 内閣府副大臣   | 平岡秀夫   | 眾議院、民主黨（菅集團）   |      |
| 内閣府副大臣   | 大塚耕平   | 參議院、民主黨（無派閥）   | 再任 |
| 總務副大臣     | 渡邊周     | 眾議院、民主黨（前原集團） | 再任 |
| 總務副大臣     | 内藤正光   | 參議院、民主黨（菅集團）   | 再任 |
| 法務副大臣     | 加藤公一   | 眾議院、民主黨（菅集團）   | 再任 |
| 外務副大臣     | 藤村修     | 眾議院、民主黨（野田集團） |      |
| 外務副大臣     | 武正公一   | 眾議院、民主黨（野田集團） | 再任 |
| 財務副大臣     | 池田元久   | 眾議院、民主黨（菅集團）   |      |
| 財務副大臣     | 峰崎直樹   | 參議院、民主黨（横路集團） | 再任 |
| 文部科學副大臣 | 中川正春   | 眾議院、民主黨（羽田集團） | 再任 |
| 文部科學副大臣 | 鈴木寛     | 參議院、民主黨（鳩山集團） | 再任 |
| 厚生勞動副大臣 | 細川律夫   | 眾議院、民主黨（菅集團）   | 再任 |
| 厚生勞動副大臣 | 長濱博行   | 參議院、民主黨（野田集團） | 再任 |
| 農林水產副大臣 | 篠原孝     | 眾議院、民主黨（菅集團）   |      |
| 農林水產副大臣 | 郡司彰     | 參議院、民主黨（横路集團） | 再任 |
| 經濟產業副大臣 | 松下忠洋   | 眾議院、國民新黨           | 再任 |
| 經濟產業副大臣 | 増子輝彦   | 羽田集團）                 | 再任 |
| 國土交通副大臣 | 三日月大造 | 眾議院、民主黨（川端集團） |      |
| 國土交通副大臣 | 馬淵澄夫   | 眾議院、民主黨（無派閥）   | 再任 |
| 環境副大臣     | 田島一成   | 眾議院、民主黨（前原集團） | 再任 |
| 防衛副大臣     | 榛葉賀津也 | 參議院、民主黨（鳩山集團） | 再任 |

- 2010年6月9日任命。
- 除獲昇格為大臣及因退出聯合政權以外，全員留任。

## 大臣政務官
| 職名               | 氏名       | 所屬など                   | 備考 |
| ------------------ | ---------- | -------------------------- | ---- |
| 内閣府大臣政務官   | 泉健太     | 眾議院、民主黨（前原集團） | 再任 |
| 内閣府大臣政務官   | 田村謙治   | 眾議院、民主黨（菅集團）   | 再任 |
| 内閣府大臣政務官   | 津村啓介   | 眾議院、民主黨（菅集團）   | 再任 |
| 總務大臣政務官     | 小川淳也   | 眾議院、民主黨（前原集團） | 再任 |
| 總務大臣政務官     | 階猛       | 眾議院、民主黨（羽田集團） | 再任 |
| 總務大臣政務官     | 長谷川憲正 | 參議院、國民新黨           | 再任 |
| 法務大臣政務官     | 中村哲治   | 參議院、民主黨（前原集團） | 再任 |
| 外務大臣政務官     | 吉良州司   | 眾議院、民主黨（羽田集團） | 再任 |
| 外務大臣政務官     | 西村智奈美 | 眾議院、民主黨（菅集團）   | 再任 |
| 財務大臣政務官     | 大串博志   | 眾議院、民主黨（野田集團） | 再任 |
| 財務大臣政務官     | 古本伸一郎 | 眾議院、民主黨（川端集團） | 再任 |
| 文部科學大臣政務官 | 後藤斎     | 眾議院、民主黨（羽田集團） | 再任 |
| 文部科學大臣政務官 | 高井美穂   | 眾議院、民主黨（前原集團） | 再任 |
| 厚生勞動大臣政務官 | 山井和則   | 眾議院、民主黨（前原集團） | 再任 |
| 厚生勞動大臣政務官 | 足立信也   | 參議院、民主黨（無派閥）   | 再任 |
| 農林水產大臣政務官 | 佐々木隆博 | 眾議院、民主黨（横路集團） | 再任 |
| 農林水產大臣政務官 | 舟山康江   | 參議院、民主黨（菅集團）   | 再任 |
| 經濟產業大臣政務官 | 近藤洋介   | 眾議院、民主黨（野田集團） | 再任 |
| 經濟產業大臣政務官 | 高橋千秋   | 參議院、民主黨（鳩山集團） | 再任 |
| 國土交通大臣政務官 | 長安豊     | 眾議院、民主黨（前原集團） | 再任 |
| 國土交通大臣政務官 | 津川祥吾   | 眾議院、民主黨（無派閥）   |      |
| 國土交通大臣政務官 | 藤本祐司   | 參議院、民主黨（野田集團） | 再任 |
| 環境大臣政務官     | 大谷信盛   | 眾議院、民主黨（無派閥）   | 再任 |
| 防衛大臣政務官     | 楠田大蔵   | 眾議院、民主黨（羽田集團） | 再任 |
| 防衛大臣政務官     | 長島昭久   | 眾議院、民主黨（野田集團） | 再任 |

- 2010年6月9日任命。

## 備註
1. ↑  時事ドットコム：新政權・菅首相任命式 （页面存档备份，存于） 時事通信社 2010-06-08付.2010-06-08觀覽
2. ↑  鳩山前首相、在任266日 「職務執行內閣」として4日間存續 日本經濟新聞 2010-06-08付.2010-06-09閱覽.
3. ↑  「七奉行」全員を要職 的存檔，存档日期2010-06-11.　產經新聞 2010-06-08付2010-06-09閱覽.
4. ↑  「年金行政の抜本的な見直しを推進するため企画立案及び行政各部の所管する事務の調整を擔當させる」、2010年6月8日付『官報』特別号外。
5. ↑  民社協會|川端集團同所屬
6. ↑  「北朝鮮による綁架問題の早期解決を図るため企画立案及び行政各部の所管する事務の調整を擔當させる」、2010年6月8日付『官報』特別号外。
7. ↑  「郵政事業の抜本的な見直し及び改革を推進するため企画立案及び行政各部の所管する事務の調整を擔當させる」、2010年6月8日付『官報』特別号外。
8. ↑  「税財政の骨格や經濟運営の基本方針等について企画立案及び行政各部の所管する事務の調整を擔當させる」、2010年6月8日付『官報』特別号外。
9. ↑  「公務員制度改革を推進するため企画立案及び行政各部の所管する事務の調整を擔當させる」、2010年6月8日付『官報』特別号外。
10. ↑  2010年6月8日內閣會議決定、「内閣府特命擔當大臣（行政刷新）蓮舫（本名村田蓮舫）國務大臣的稱呼，除如政府代表任命等法律上使用村田蓮舫外，其他情況下用蓮舫。」的口頭決定。（2010年6月11日『官報』本紙參照）。
11. ↑  菅内閣 閣僚名簿等 （页面存档备份，存于） 首相官邸 2010-06-09閲覧
12. ↑  羽田集團同所屬
13. 1 2  前原集團同所屬
14. ↑  鳩山集團同所屬
15. ↑  鳩山集團同參加
16. 1 2  菅集團同參加
17. ↑  野田集團同參加
18. ↑  國家形態研究會|菅集團同參加

## 關連條目
- 菅直人
- 菅内閣歷史

## 外部連結
- 首相官邸－菅內閣 （页面存档备份，存于）（日語）
- 民主黨の政權政策Manifesto2009（日語）
- 政府インターネットテレビ （页面存档备份，存于）（日語）